# Tiquipaya

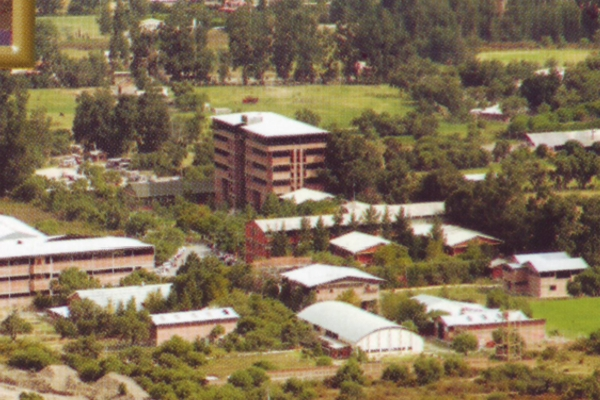
Universidad del Valle, Tiquipaya

Tiquipaya är en ort i den bolivianska provinsen Quillacollo i departementet Cochabamba.